# لورين بريغز
لورين بريغز (بالإنجليزية: Lauren Briggs)‏ هي لاعبة الاسكواش بريطانية، ولدت في 8 أغسطس 1979 في Stanford-le-Hope ‏ في المملكة المتحدة.

## وصلات خارجية
- لورين بريغز على موقع SquashInfo.com (الإنجليزية)